# آخرین قطار گان هیل
آخرین قطار گان هیل (انگلیسی: Last Train from Gun Hill) فیلمی وسترن ۹۴ دقیقه‌ای به کارگردانی جان استرجس و با بازی کرک داگلاس، آنتونی کوئین، کارولین جونز و ارل هالیمن محصول سال ۱۹۵۹ کشور ایالات متحده است.

## خلاصه داستان
دو جوان «کاترین» (زیوا رادان) زن سرخ‌پوست کلانتر شهر پولی، «مت مورگان» (کرک داگلاس)، را مورد هتک حرمت قرار می‌دهند و او را می‌کشند. خیلی زود «مورگان» می‌فهمد که یکی از آنان پسر دوست قدیمی‌اش، «کریگ بلدن» (آنتونی کوئین)، همه‌کاره و مرد بانفوذ شهر گان هیل است. «مورگان» از روی زین اسب به‌جا مانده در صحنه جنایت، رد دو جوان را می‌گیرد. «مورگان» پسر «بلدن» را دستگیر می‌کند تا برای محاکمه با خود به پولی ببرد. با فرارسیدن ساعت حرکت آخرین قطار شهر و در رویاروئی نهائی، پسر «بلدن» با گلوله دوستش کشته می‌شود و «مورگان» نیز، «بلدن» را می‌کشد.
وسترنی کلاسیک که تمام قواعد بازی را رعایت می‌کند: کلانتر خوب و وظیفه‌شناسی که در جامعه‌ای که در آن "کسانی که سرخ‌پوستان را بکشند، جایزه وظیفه‌شناسی که در جامعه‌ای که در آن "به کسانی که سرخ‌پوستان را بکشند، جایزه می‌دهند"، با زنی سرخ‌پوست ازدواج کرده؛ مردی که مالک همه چیز مردم یک شهر است؛ تمرکز زمانی و مکانی؛ ضرب‌الاجل رسیدن به قطار به‌عنوان تنها راه فرار زنی که در کافه‌ها بزرگ شده اما تنها کسی که به قهرمان داستان کمک می‌کند؛ و بالاخره، صحنه دوئل پایانی. اما فیلم به کمک انتقال بار «گناه» به پسر «بلدن» ـ که شخصیتی فرعی است ـ و به‌لطف بازی خوب کوئین، قطب «شر» متفاوتی می‌آفریند و با تکیه مداوم قهرمانش برای محاکمه قانونی مجرم و پرهیز از انتقام‌جوئی شخصی، از یک پایان خوش قراردادی هم فاصله می‌گیرد.
برخی گفتگوهای فیلم مثال‌زدنی‌اند: «هر وقت دلت بخواهد، می‌تونی بری و خودت رو به کشتن بدی، ولی چهل سال دیگه گل‌های دور قبر من هم به قشنگی گل‌های دور قبر توئه، و هیچ‌کس یادش نمی‌آد که من بزدل بودم و تو مثل یه احمق مردی».

## بازیگران
- کرک داگلاس در نقش کلانتر مت مورگان (دوبلور منوچهر والی‌زاده)
- آنتونی کوئین در نقش کریگ بلدن (دوبلور ایرج ناظریان)
- کارولین جونز در نقش لیندا
- ارل هالیمن در نقش ریک بلدن
- برایان جی هاتن در نقش لی
- زیوا رادان در نقش کاترین
- تونی راسل
- فرانک هاگنی